# Peter Wisoff
Peter Jeffrey Kelsay Wisoff (Norfolk, 16 augustus 1958) is een voormalig Amerikaans ruimtevaarder. Wisoff zijn eerste ruimtevlucht was STS-57 met de spaceshuttle Endeavour en vond plaats op 21 juni 1993. Het was een missie naar de EURECA satelliet. Ook werden er experimenten uitgevoerd in de SPACEHAB module.
Wisoff maakte deel uit van NASA Astronaut Group 13. Deze groep van 23 astronauten begon hun training in januari 1990 en werden in juli 1991 astronaut. In totaal heeft Wisoff vier ruimtevluchten op zijn naam staan, waaronder een missie naar het Russische ruimtestation Mir en het Internationaal ruimtestation ISS. Tijdens zijn missies maakte hij drie ruimtewandelingen. In 2001 verliet hij NASA en ging hij als astronaut met pensioen. 
Wisof is getrouwd met voormalig astronaut Tamara Jernigan.